# Eerste Hulp aan Drenkelingen
Eerste Hulp aan Drenkelingen (EHaD) betreft een wedstrijd waarbij het de bedoeling is dat een team van vier personen binnen een vastgestelde tijd (meestal tussen de 3 en 7 minuten) moet proberen slachtoffers uit het water te halen, medische hulp toe te passen en de deskundige hulpdiensten om assistentie te verzoeken.
Om er voor te zorgen dat de teams allemaal een even grote kans hebben om het ongeluk op te lossen, worden ze voor de start van de wedstrijd allemaal afgezonderd van de buitenwereld. Vervolgens wordt er geloot om de volgorde waarin de ploegen het ongeval mogen gaan oplossen. De teams worden een voor een uit de afzonderingsruimte opgehaald waarna zij het ongeval te lijf gaan. Alle ploegen worden beoordeeld door een jury.

## Procedure
Wanneer een redder een drenkeling wil redden kunnen we deze actie opsplitsen in twee delen: een gedeelte te water en een gedeelte op het droge. Het gedeelte in het water verloopt als volgt: de redder gaat te water met behulp van  een redderssprong, daarna begeeft hij zich door polo-crawl (crawl met het hoofd boven water) te zwemmen naar de drenkeling. Wanneer deze nog spartelt probeert hij hem/haar kalm te krijgen om hem/haar en zichzelf niet in gevaar te brengen. Daarna gaat hij de drenkeling halen met de gepaste vervoersgreep. Als de redder ziet dat de drenkeling al gezonken is, duikt hij er onmiddellijk achteraan en brengt hem naar de kant (de dichtstbijzijnde zwembadrand) met alweer de gepaste vervoersgreep.  Het kan ook gebeuren dat de drenkeling in paniek raakt, naar de redder toezwemt en hem uit schrik vast neemt waardoor deze in een benarde positie komt te zitten. Hiervoor bestaan er bevrijdingsgrepen. Ten slotte haalt de redder de drenkeling op gepaste wijze uit het water.
Dan volgt nu het gedeelte op het droge: de reanimatie. Deze gaat als volgt:  
1. De redder zorgt ervoor dat de drenkeling ruimte krijgt en vraagt 1 persoon bij hem te blijven. Het overige publiek wordt weggestuurd.
2. Bewustzijnscontrole: met een twee handen drukt de redder de schouders van de drenkeling omlaag en geeft de drenkeling een opdracht. Reageert de drenkeling, laat hem dan de tijd om rustig te bekomen en bel voor de zekerheid toch een ziekenwagen. Zo niet, dan plaatst de redder 2 vingers onder de kin en de andere hand op het voorhoofd. Met de 2 vingers wordt de kaak naar voren gehaald, waardoor de mond open gaat. Dit wordt de kinlift genoemd.
3. Hij kijkt in de mond/keel om te kijken of er niets in zit dat het ademen bemoeilijkt. Dan luistert de redder met één oor of de drenkeling nog ademt, voelt met zijn wang of er luchtstroom is vanuit de mond terwijl hij kijkt of de borstkas op en neer gaat. Wanneer dit niet het geval is wijst de redder een persoon aan en zegt hem de 112 te bellen met vernoeming van de plaats en het probleem. Hij vraagt hem om terug te komen.
4. Ten slotte begint de redder aan het reanimatiegedeelte: hier geldt de procedure 5 initiële beademingen gevolgd door 30 borstcompressies afgewisseld met 2 beademingen (protocol reanimatie drenkelingen). Eerst geeft men met uitvoering van de kinlift vijf beademingen achter elkaar. Vervolgens start men met borstcompressies, dat wil zeggen dat men 30 keer duwt midden op de borstkas ter hoogte van de tepels. De borstkas wordt 5 tot 6 centimeter ingedrukt. Vlak erna beademt men 2 keer door lucht in de mond van de drenkeling te blazen. Men blijft 30 compressies afgewisseld met 2 beademingen geven tot de drenkeling terug begint te ademen of het verplegend personeel van de ambulance het overneemt.

## Redderssprong
De redderssprong (ook: hurksprong) wordt gebruikt om te water te gaan zonder de drenkeling uit het oog te verliezen. De redderssprong gaat als volgt: men staat aan de rand van het water en strekt de armen zijwaarts. Dan plaatst men een been naar achter terwijl men door het andere buigt. Vervolgens springt men in die houding in het water door het achterste been naar voor te brengen. Eens de armen het water raken slaat u deze dicht. Zo zou uw hoofd boven water moeten blijven.